# Борисово (Анхимовское сельское поселение)
Борисово — деревня в Вытегорском районе Вологодской области.
Входит в состав Анхимовского сельского поселения, с точки зрения административно-территориального деления — в Анхимовский сельсовет.
Расстояние по автодороге до районного центра Вытегры — 61 км, до центра муниципального образования посёлка Белоусово — 51 км.
По данным переписи в 2002 году постоянного населения не было.